# Scheibenhard
Scheibenhard (in alsaziano Schaiwert, in tedesco Scheibenhard) è un comune francese di 857 abitanti situato nel dipartimento del Basso Reno nella regione del Grand Est. Un tempo facente parte della regione dell'Alsazia, il comune è frontaliero con la Germania e adiacente al quasi omonimo comune di Scheibenhardt (il quale appartiene al land tedesco della Renania-Palatinato): i due comuni sono separati soltanto dal fiume Lauter, un affluente del Reno.

## Società

### Evoluzione demografica
Abitanti censiti